# Cryptolaemus montrouzieri
Cryptolaemus montrouzieri is het lieveheersbeestje dat in de biologische bestrijding wordt gebruikt voor de bestrijding van wolluizen in glastuinbouwbedrijven en andere broeikassen. De soort is afkomstig uit Australië.
De volwassen kevers zijn 4 mm lang en hebben zwartbruine dekschilden en oranje kop, borststuk, vleugelpunten en abdomen. Zodra de vrouwtjes het volwassen stadium hebben bereikt paren ze . Vijf dagen later beginnen ze met het leggen van eieren. Ze leggen hun eieren tussen wolluiskolonies en wolluizeneieren tot een maximum van vijfhonderd eieren met een snelheid van circa tien eieren per dag. Het totale aantal eieren dat wordt gelegd hangt sterk af van de hoeveelheid voedsel die voor de volwassen dieren beschikbaar is. Een gebrek aan voedsel remt de eierproductie. Het vrouwtje leeft nog circa twee maanden nadat ze met het leggen van eieren is begonnen.
Alle stadia van het lieveheersbeestje voeden zich met wolluizen. Volwassen dieren en jonge larven geven de voorkeur aan de eieren en nimfen van de wolluis, terwijl grotere larven zich voeden met wolluizen van elke grootte. Als wolluizen niet beschikbaar zijn, voeden de lieveheersbeestjes zich ook met blad- en schildluizen. De larven zijn kannibalistisch als er een gebrek aan voedsel is.
De larven groeien tot 13 mm in lengte en zijn in de latere ontwikkelingsstadia bedekt met een wasachtige afscheiding waardoor ze overeenkomen met hun prooien. Temperatuur heeft een opvallende invloed op de ontwikkeling van de larven. Bij 30 °C wordt de ontwikkeling tot volwassen kever voltooid in 25 dagen, maar bij 18 °C duurt het wel 72 dagen. De volwassen kevers zijn het actiefst onder zonnige omstandigheden. Boven de 33 °C worden ze minder actief en ze raken in een staat van verdoving beneden de 16 °C. De larven vertonen een vergelijkbaar activiteitspatroon over hetzelfde temperatuurbereik met een piekactiviteit bij 28 °C.
Er zijn bedrijven die gespecialiseerd zijn in het leveren van de lieveheersbeestjes. Bij introductie in broeikassen worden twee à drie volwassen kevers per m2 uitgezet. De aanwezigheid van mieren tussen de planten heeft een nadelig effect op de werking van de kevers. De mieren voeden zich met de honingdauw van de wolluizen en beschermen hen daarom tegen hun natuurlijke vijanden.

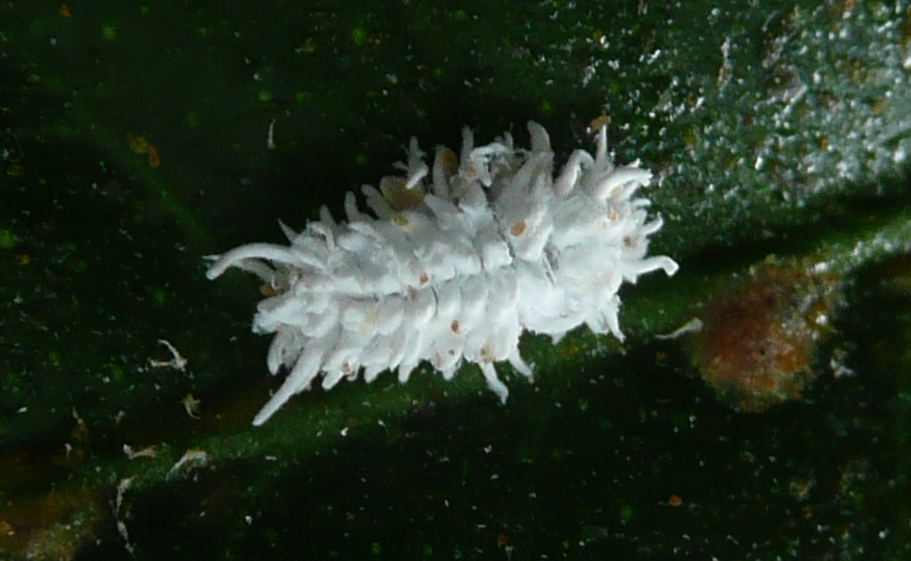
larve
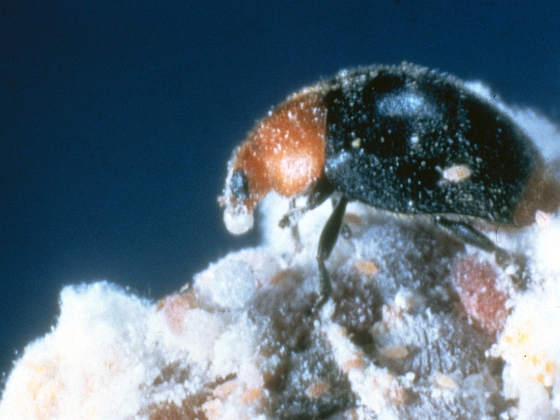
volwassen exemplaar
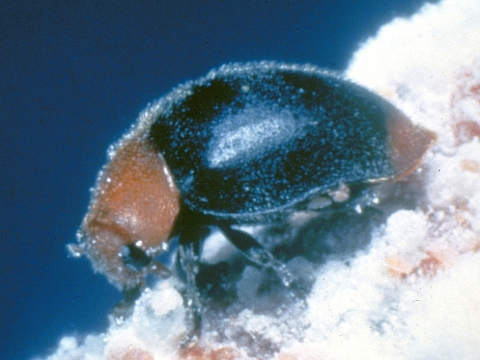
volwassen exemplaar